# Zakłady Radiowe im. Marcina Kasprzaka

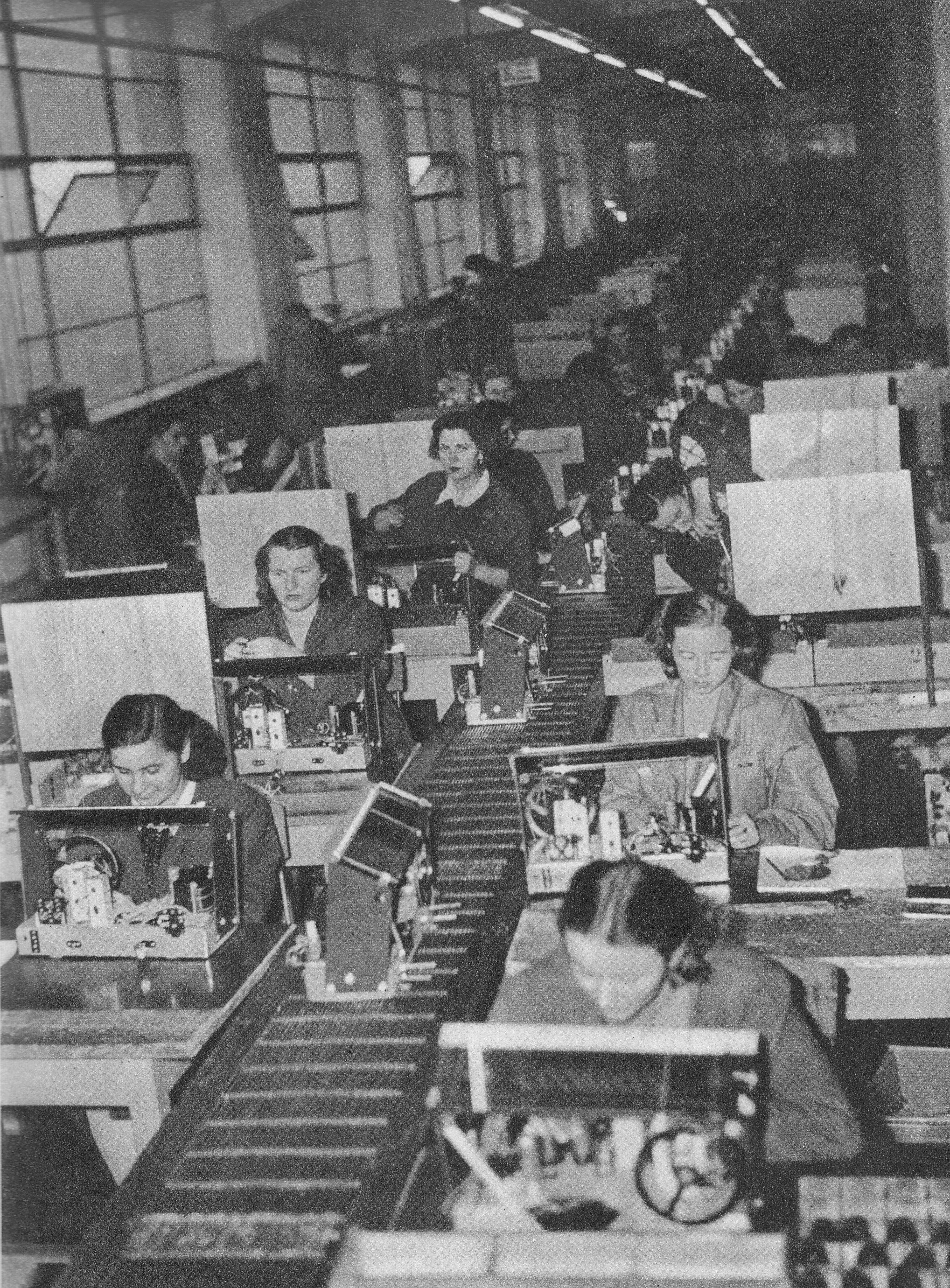
Produkcja radioodbiornika Aga na początku lat 50. XX w.

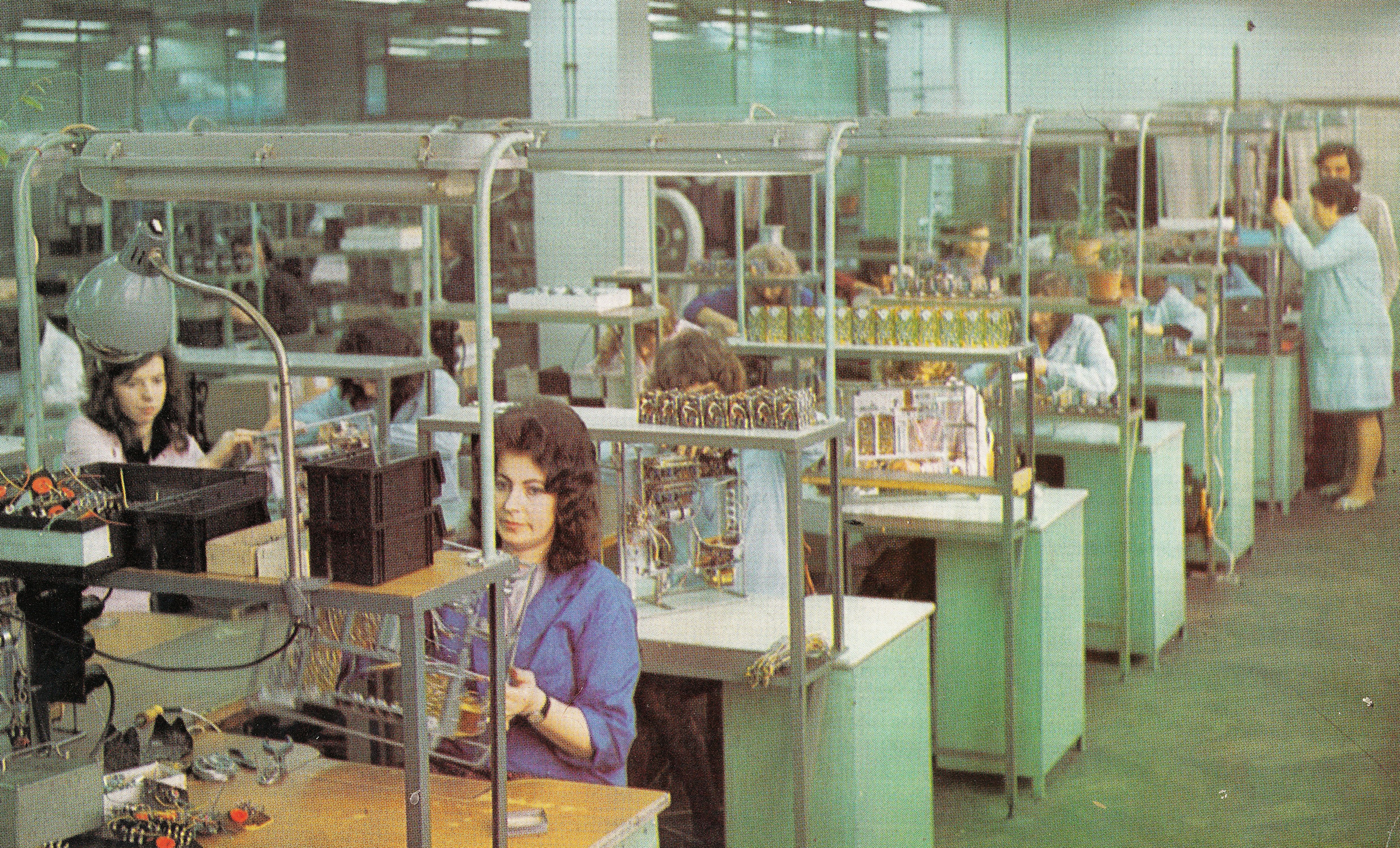
Lata 70. Linia montażowa magnetofonu ZK-246

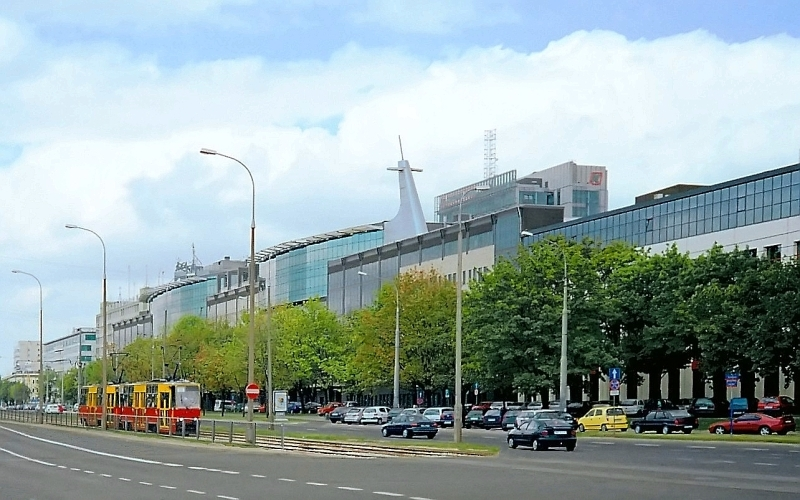
Budynki byłych Zakładów Radiowych im. M. Kasprzaka przebudowane na biurowce

Zakłady Radiowe im. Marcina Kasprzaka (ZRK) – polskie przedsiębiorstwo z sektora elektronicznego, znajdujące się przy ul. Kasprzaka 18/20 w dzielnicy Wola w Warszawie, funkcjonujące w latach 1949–1999.

## Historia
Zakład powstał w latach 1949–1951 między ulicami: Marcina Kasprzaka, Karolkową i Skierniewicką.
W lipcu 1951 przedsiębiorstwo rozpoczęło produkcję radioodbiorników. Początkowo produkowano (równocześnie z Diorą) odbiornik Aga na licencji szwedzkiej i odbiorniki radiowe Syrena. W latach 50. produkty ZRK sygnowane były oznaczeniem T-3. Do najbardziej znanych produktów w latach 50. XX wieku należał odbiornik Stolica. W 1957 ZRK jako pierwszy zakład w Polsce uruchomił produkcję odbiorników turystycznych (lampowa Szarotka). W 1958 ruszyła produkcja magnetofonów (Melodia), a w 1959 odbiorników samochodowych (Żerań).
W końcu lat 60. XX wieku cała produkcja odbiorników radiowych została przekazana do Diory, a ZRK specjalizowały się w produkcji magnetofonów szpulowych, kasetowych i radiomagnetofonów przenośnych. Na początku lat 70. asortyment wzbogaciły magnetowidy, a w latach 80. zestawy muzyczne typu „wieża”. Pod koniec lat 80. wszedł też do produkcji pierwszy polski walkman PS101 Kajtek.
Zakłady Radiowe Kasprzaka utworzyły w latach 70. XX wieku oddział w Lubartowie, później przekształcony w samodzielne przedsiębiorstwo Unitra-Lubartów, w którym zajmowano się głównie produkcją magnetofonów i radiomagnetofonów.
W latach 70. i 80. przedsiębiorstwo państwowe należało do Zjednoczenia Przemysłu Elektronicznego UNITRA.
ZRK były również pionierem w produkcji krajowych materiałów ferrytowych. Początkowo (połowa lat 50.) była to pracownia badawcza. Z końcem lat 50., gdy wzrosło zapotrzebowanie na te materiały, z inicjatywy dr. A. Bragińskiego przekształcona w Zakłady Materiałów Magnetycznych Polfer.
W zespole budynków fabryki zaprojektowanych przez J. Krupskiego znajdowało się m.in. kino „Mazowsze”, hotel robotniczy, biblioteka, sala klubowa i żłobek.

### Upadłość
25 lipca 1994 na wniosek jednego z wierzycieli sąd gospodarczy w Warszawie ogłosił upadłość Zakładów Kasprzaka . Z wnioskiem o upadłość wystąpił Tadeusz Koherewicz, syndyk masy upadłościowej Naukowo-Produkcyjnego Centrum Półprzewodników CEMI, któremu Zakłady Kasprzaka były winne 4 mld starych złotych (czyli 400 tys. PLN). Syndyk CEMI tłumaczył, że kierownictwo Kasprzaka zaczęło negocjować z Bankiem Handlowym (jednym z jej głównych wierzycieli) spłatę długów poza porozumieniem z pozostałymi wierzycielami, przez co syndyk CEMI uznał to za działanie na szkodę wszystkich wierzycieli i wystąpił do sądu o ogłoszenie upadłości ZRK. Sędzią komisarzem w postępowaniu CEMI był Dariusz Czajka – prowadząc jednocześnie rozprawę upadłości Kasprzaka. Na syndyka upadłych Zakładów Kasprzaka wyznaczono Tomasza Palaszka, który kilka miesięcy później najatrakcyjniejszą część nieruchomości po ZRK sprzedał Kredyt Bankowi za 175 mld PLZ (17,5 mln PLN). Były szef ZRK, ostatni dyrektor naczelny Marek Łotocki, zaskarżył postanowienie sądu o ogłoszeniu upadłości przedsiębiorstwa. Postanowieniem z dnia 2 lutego 1995 Sąd Wojewódzki w Warszawie oddalił rewizję dłużnika.
Likwidacja majątku Zakładów Kasprzaka przeprowadzona została z udziałem organu założycielskiego, czyli Ministra przemysłu i handlu oraz wierzycieli: Gminy Warszawa Centrum, Zakładu Ubezpieczeń Społecznych, Izby skarbowej oraz Kredyt Banku. Syndyk sprzedał, między innymi, na rzecz Kredyt Banku prawo użytkowania wieczystego gruntu przy zbiegu ulic Karolkowej i Kasprzaka oraz prawo własności budynków na tym gruncie.
Postanowieniem z dnia 7 października 1999 r. sąd ukończył postępowanie upadłościowe Przedsiębiorstwa Państwowego Zakłady Radiowe im. Marcina Kasprzaka w Warszawie.
Zakład został zlikwidowany pod koniec lat 90. XX w., przebudowane budynki ZRK pełnią funkcje biurowe.

## Produkty

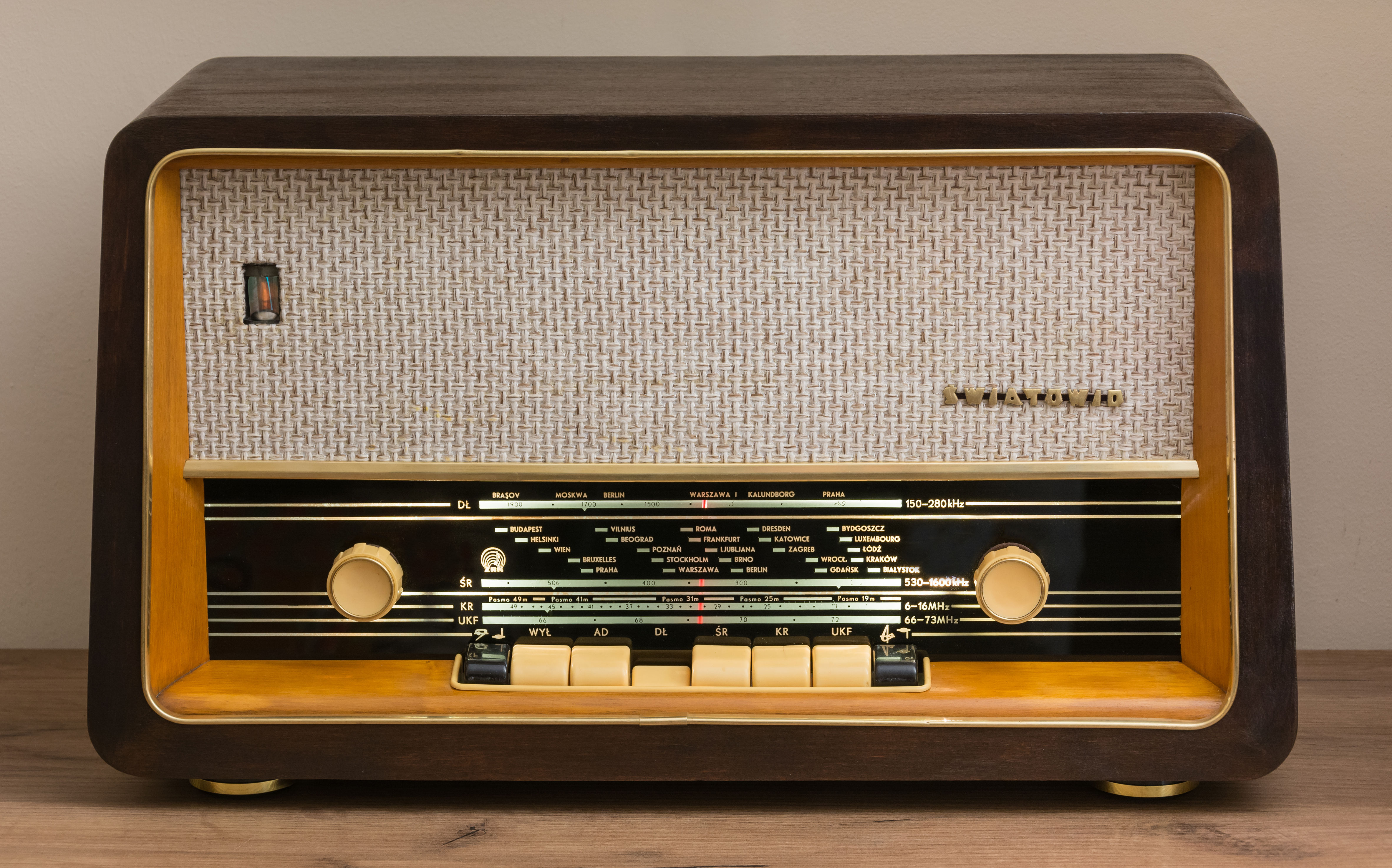
Radioodbiornik Światowid

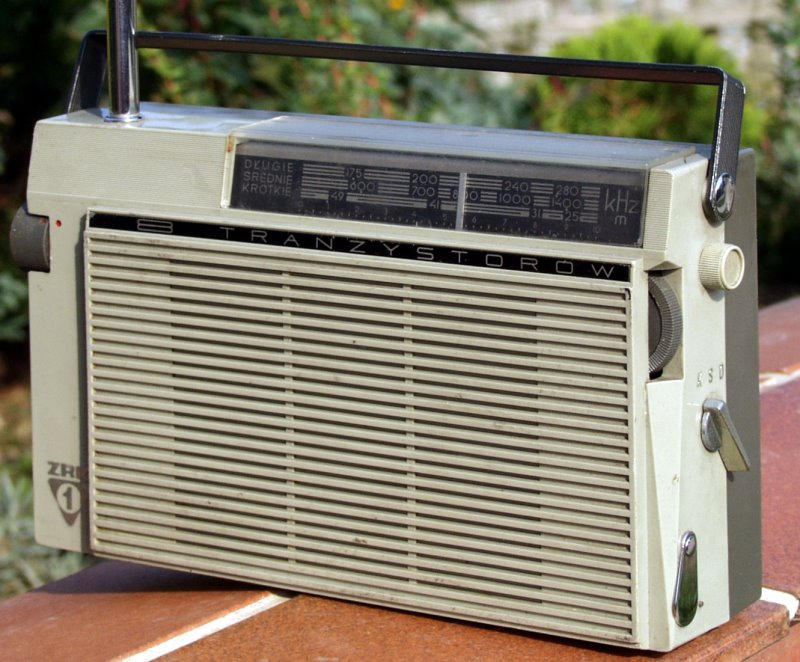
Radioodbiornik Guliwer

- radioodbiorniki (w latach 70. przekazano tę produkcję do Diory):
  - lampowa Aga (produkowane w Dzierżoniowie od 1947) – na licencji szwedzkiej
  - lampowa Syrena (1954)
  - lampowa Stolica (1955)
  - lampowa turystyczna Szarotka (1957)
  - lampowe samochodowe Żerań (1959) – do samochodów Warszawa, 3 zakresy
  - turystyczny Czar (1960)
  - turystyczny Guliwer (1967) – 3 zakresy częstotliwości i antena teleskopowa

- magnetofony:
  - magnetofony szpulowe:
    - szpulowy Melodia (1958)
    - szpulowy Piosenka
    - szpulowy Tonette (1965)

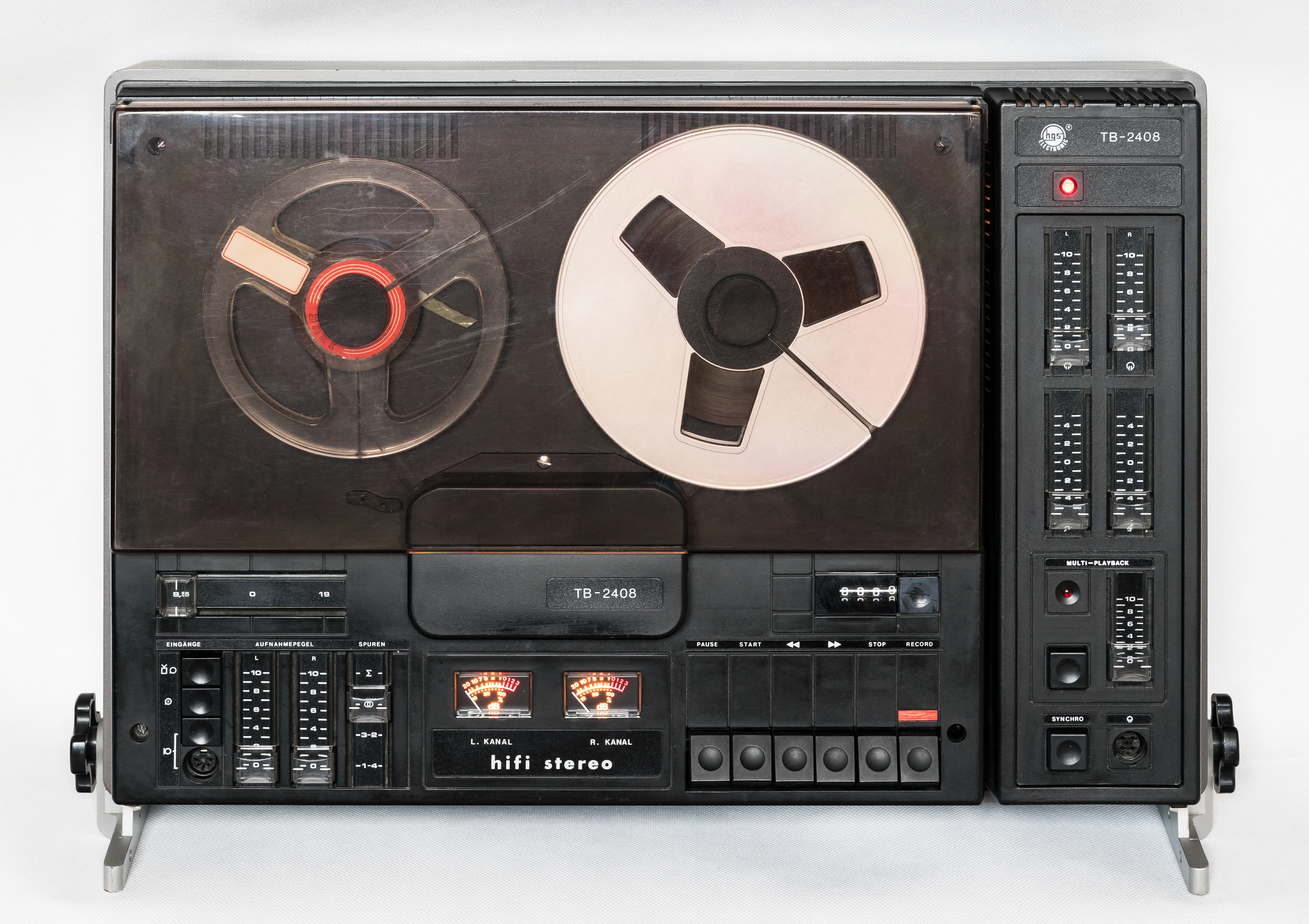
Magnetofon szpulowy Aria M 2408 SD

    - seria tranzystorowych magnetofonów szpulowych MAK przeznaczonych dla milicji, służb specjalnych, wież lotniskowych itp.
    - szpulowe ZK 120, ZK 125, ZK 140, ZK 145, ZK 120T, ZK 140T, ZK 127, ZK 146 (stereo), ZK 147, M1416S, M1417S Uwertura
    - szpulowe ZK240, ZK246 (stereo), ZK226D (stereo, dwuścieżkowy, deck) M2403SD Dama Pik (stereo, deck), M2404S (stereo, wskaźniki wysterowania działające wyłącznie przy zapisie taśmy), M2405S (stereo, wskaźniki wysterowania działające zarówno przy zapisie, jak i odczycie taśmy), M2406QD (kwadrofoniczny), M2407SD, M2408S, MS2411, MDS2412 Aria, MS2425 Opus, M3201SD Koncert (stereo, deck, dwuścieżkowy) M3401SD Koncert (stereo, deck, czterościeżkowy)

  - magnetofony kasetowe:
    - monofoniczny kasetowy MK125 (1971), na licencji Thomsona, produkcja w Lubartowie
    - monofoniczny kasetowy MK122, na licencji Thomsona, produkcja w Lubartowie
    - monofoniczny kasetowy MK121, własna konstrukcja, produkcja w Lubartowie
    - monofoniczny kasetowy B113 Kapral (1981), produkcja w Lubartowie
    - monofoniczny kasetowy B303 Ułan, produkcja w Lubartowie

  - przenośny kasetowy walkman PS101 Kajtek (1987)
- radiomagnetofony:
  - kasetowe mono RM121, RM122, RM221 (pod marką Grundig), RM222, MK2500
  - kasetowe stereo RMS303, RMS404, RMS451
  - kasetowy RB3200 (1981), licencja Grundig
  - kasetowy samochodowy RP-701, produkcja w Lubartowie
- magnetowidy:
  - szpulowy MTV 10 (1972)
  - kasetowy MTV 20 (1974), systemu VCR
  - kasetowe MTV 50 (1982), systemu VCR LP
  - kasetowe MTV 100 (1986), systemu VHS
  - kasetowe MTV 200, MTV 300
- zestawy muzyczne (wieże audio):
  - deck kasetowy M601SD Marcin (na bazie części firmy Sanyo)
  - seria magnetofonów kasetowych stereo slim M7010 i M7020, z obsługą kaset z taśmą metal
  - seria magnetofonów kasetowych stereo mini M8010, M8011 oraz modele soft touch ze zmodyfikowaną mechaniką – M8012, M8013, M8015
  - deck kasetowy (seria) M9010, M9115
  - amplitunery (radio + wzmacniacz) AT9010, AT9100, AT9115

Oznaczenia ZRK:
M – magnetofon
D – deck
S – stereo
K – kasetowy
Q – kwadrofonia
AT – amplituner
MTV – magnetowid
Poza tym ważną gałęzią produkcji były systemy łączności dla ludowego Wojska Polskiego.